# Подмышники
Подмышники — вкладыши под одежду, размещаемые в подмышечной области для защиты одежды от пота. До массового распространения современных средств от пота использовались также как часть личной гигиены. Исследователи также указывают на то, что подмышники телесного цвета, вошедшие в употребление в 1917 году, могли использоваться для сокрытия волосяного покрова, в связи с проводившейся в то время американской рекламной кампанией, объявившей волосы под мышками у женщин неэстетичными (англ. «The great underarm campaign»).
В средневековье применялись также кольчужные подмышники, которые крепились к камзолу; их целью была защита не закрытых рыцарскими доспехами подмышек от ударов противника.

## История
Подмышники приобрели популярность с 1840-х годов, вначале они состояли из двух кусков замши, выкроенных в виде полумесяцев
. В 1881 году компания англ. Canfield запатентовала бесшовные подмышники из резины, обшитые материей; с 1903 года распространение получили трикотажные подмышники.
Подмышники примётывались к верхней одежде или закреплялись на бюстгальтерах, иногда крепились к телу на специальных шнурках.
В XX веке получили распространение также одноразовые, обычно самоклеящиеся, подмышники.

## В искусстве
Ильф и Петров в «Золотом телёнке» используют подмышники как один из символов «низкого» дискурса: 
И пока в большом мире идет яростная дискуссия об оформлении нового быта, в маленьком мире уже вce готово: есть галстук «Мечта ударника», толстовка-гладковка, гипсовая статуэтка «Купающаяся колхозница» и дамские пробковые подмышники «Любовь пчел трудовых».